# Arias Menéndez
Arias Menéndez (muerto después de junio de 924) fue hijo de Hermenegildo Gutiérrez y de Ermesinda Gatónez, hija de Gatón del Bierzo, conde de Astorga, y de Egilona. 
Apoyó la causa del rey Alfonso III de Asturias y como compensación por su lealtad, en 911 fue nombrado conde de Emínio, antigua ciudad romana construida donde hoy está la actual ciudad de Coímbra que fue repoblada por su padre. Años más tarde, fue nombrado, junto con su hermano Gutierre Menéndez, conde de Caldelas y también de Refojos de Leça.
Con su hermano Gutierre, llevó monjes para restaurar el monasterio de Samos, en Galicia y, a partir de ese momento, inició un período de próspera relación entre la familia condal y el cenobio.

## Matrimonio y descendencia
Se casó con Ermesenda Gundesíndez, hija de Gudensindo Ériz —hijo de Ero Fernández—, y Enderquina Menéndez, hija de Hermenegildo Gutiérrez, de quien tuvo a:
- Elvira Arias (m. después de 962), casada con Munio Gutiérrez, su primo, hijo de Gutierre Menéndez e Ilduara Ériz.[6]
- Inderquina Arias.[4]